# Fuchs László (matematikus)
Fuchs László (Budapest, 1924. június 24. –) magyar-amerikai matematikus. Jelenleg az amerikai Louisiana államban, a New Orleans-i Tulane Egyetem emeritus professzora, hivatalosan az Evelyn and John G. Phillips Distinguished Professor Emeritus in Mathematics cím tulajdonosa. Kutatási területe a csoportelmélet és az absztrakt algebra.

## Tanulmányok és oktatás
1946-ban diplomázott az Eötvös Loránd Tudományegyetemen és 1947-ben szerezte meg a PhD fokozatát. Disszertációjának címe:  Quasi-Primary Ideals. Középiskolai tanár volt két évig, utána az ELTE Természettudományi Karon tanított és az MTA Rényi Alfréd Matematikai Kutatóintézetében dolgozott. Amerikában előbb a Miami Egyetem tanára, majd 1968 óta a Tulane Egyetem tanára. 2004-ben vonult nyugdíjba.
1990 óta a Magyar Tudományos Akadémia külső tagja.
Aczél Jánossal, Császár Ákossal, Gál Istvánnal és Horváth Jánossal együtt a matematika „nagy ötösének” (big five) nevezik.

## Kitüntetései
- Kossuth-díj (1953)
- Arany János életműdíj (2024)